# Nebulosa Gum

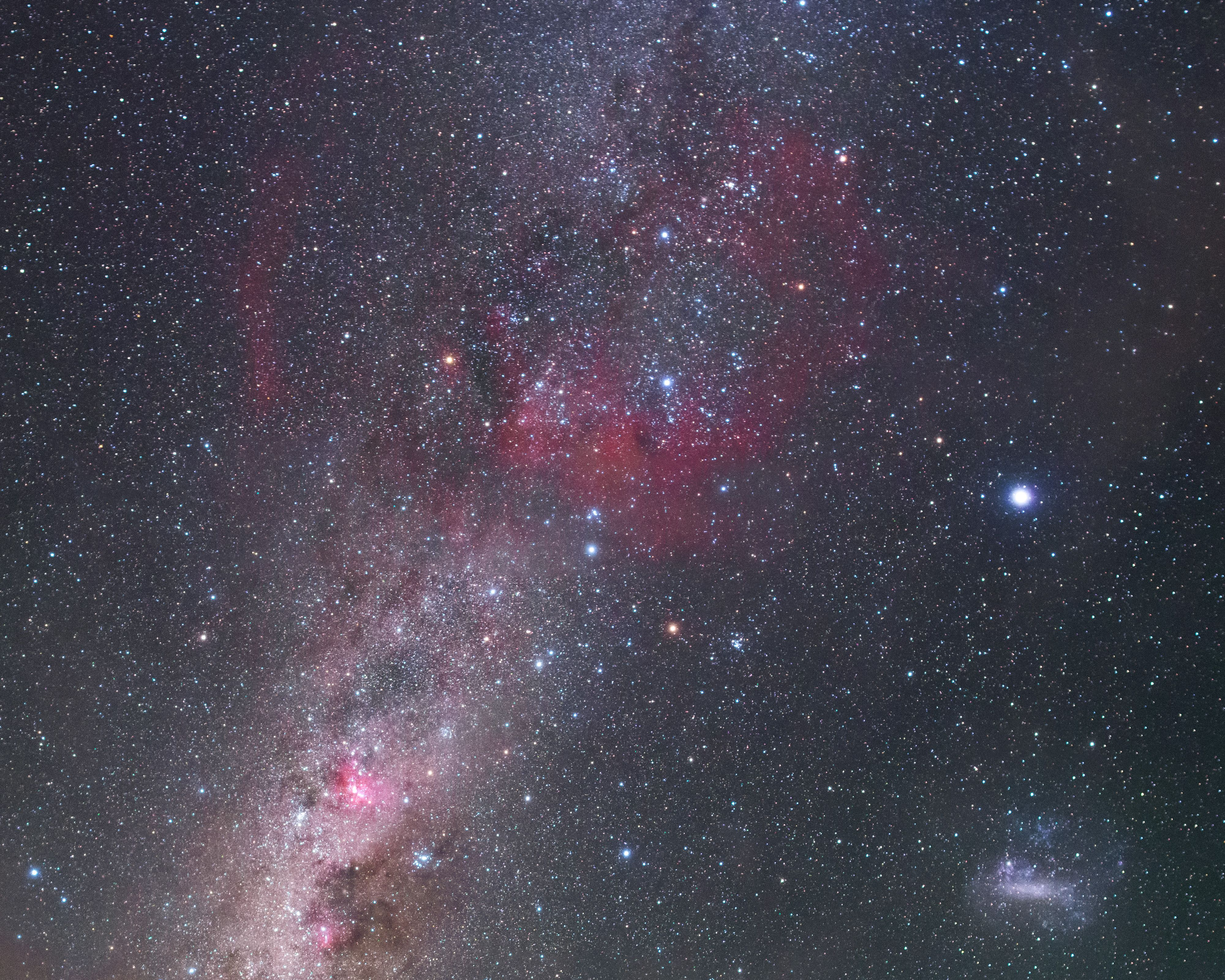
La nebulosa Gum es visible como la débil nebulosa roja grande en esta imagen

La nebulosa Gum (también conocida como Gum 12 o nebulosa de Gum) es una nebulosa de emisión que se extiende a través de 36° en las constelaciones del sur Vela y Puppis. Se encuentra aproximadamente a 350 parsecs de la Tierra. Difícil de distinguir, se creía ampliamente que se trataba de los restos muy expandidos (y aún en expansión) de una supernova que tuvo lugar hace aproximadamente un millón de años. Investigaciones más recientes sugieren que puede ser una región H II evolucionada. 
La nebulosa de Gum contiene alrededor de 32 glóbulos cometarios. Estos densos núcleos de nubes están sujetos a una radiación tan fuerte de las estrellas tipo O γ2 Vel y ζ Pup y anteriormente el progenitor del remanente de la supernova de Vela que los núcleos de las nubes se evaporan de las estrellas calientes en forma de cometa. Al igual que los glóbulos de Bok ordinarios, se cree que los glóbulos cometarios están asociados con la formación de estrellas.
Lleva el nombre de su descubridor, el astrónomo australiano Colin Stanley Gum (1924-1960). Gum había publicado sus hallazgos en 1955 en un trabajo llamado A study of diffuse southern H-alpha nebulae ("Un estudio de nebulosas H-alfa del sur difusas", ver el catálogo de Gum).

## Cultura popular
La nebulosa Gum es explorada por la tripulación de la nave espacial Titan en la novela de Star Trek Orion's Hounds.